# Ahualulco de Mercado
Ahualulco de Mercado est un village et une municipalité de l'État de Jalisco au Mexique. La municipalité couvre une superficie de 134,22 km2, avec une population de 21 465 habitants.

## Géographie
La municipalité est bordée est nord par Etzatlán, San Juanito Escobedo et Tequila (célèbre pour l'alcool du même nom), à l'est et au sud-est par Teuchitlán et au sud-ouest par Ameca.

## Jumelage
- Bollullos de la Mitación ( Espagne) : Ahualulco de Mercado fait partie des onze municipalités mexicaines avec lesquelles Bollullos a un programme de coopération et d'échanges car elles ont été évangélisées par le franciscain Juan Calero (es) né en 1500 à Bollullos de la Mitación[1].